# Rabas (Moselle)
Pour l’article homonyme, voir Rabas.
Rabas est une ancienne localité de la commune française de Saint-Hubert dans le département de la Moselle et la région Grand Est.

## Géographie
Rabas est situé dans le nord-est du pays messin, entre Saint-Hubert et Befey.

## Toponymie
- Anciennes mentions : Rabay (xve siècle), Notre Dame de Ralbas (1405), Capella beatæ Mariæ de Rabay (1410), Ravay (1437), Notre-Dame de Rabay (1488), Nostre-Dame de Raibay (1511), Notre-Dame de Raba (1607), Ribba (1610), Roba (1756)[1].
- En lorrain : Raibay[1]. En allemand : Rebach[1].

## Histoire
La localité de Rabas dépendait autrefois des Trois-Évêchés dans le bailliage de Metz sous la coutume de cette ville. Elle est citée en 1756 comme suit : « ancien hameau, situé au milieu des bois, près d’un étang qui fait tourner un moulin ».
La ferme de Rabas dépendait du monastère de Saint-Arnould de Metz et les religieux y avaient élevé une chapelle dédiée à la Vierge qui fut consacrée en 1049 par le pape Léon IX, alors qu’il venait de tenir un concile à Reims ; c’était un lieu de pèlerinage très fréquenté,. Les bénédictins de Saint-Arnould avaient coutume de s’y retirer lorsque la peste ou des maladies épidémiques se manifestaient à Metz.
L’historique de la chapelle a été fait par l’abbé Cazin, alors curé de Vigy. L’abbé Cazin avait déjà publié en 1883 une première notice dans le but de réunir des fonds pour la restauration de la chapelle. Tout proche de celle-ci, se trouve la source de Charlemagne. Cette dernière serait due au cheval de Charlemagne qui, en chassant dans cette forêt au début du IXe siècle — lors de ses séjours à Thionville — aurait mis au jour cette source. Quelle que soit la véracité de cette légende, le lieu est resté fréquenté depuis, d’une part car l’eau est potable et parce que la chapelle de Rabas fut implantée dans la foulée.
L’ancien abri du pèlerin, qui appartient à la paroisse de Vigy, a été transformé en chalet de vacances.
Rabas, ainsi que Belle-Fontaine, Épange et Haute-Fréne, sont réunis entre 1790 et 1794 à la commune de Saint-Hubert.

## Galerie photographique

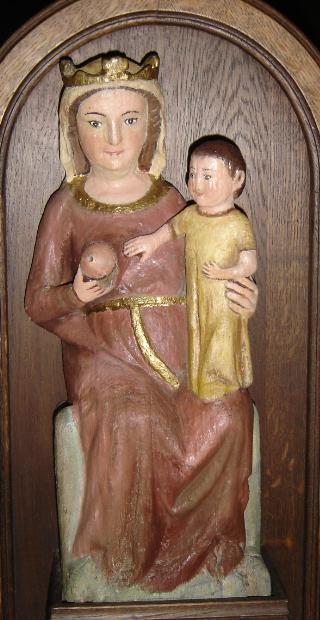
Notre-Dame de Rabas.
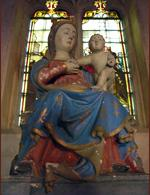
Vierge à l’Enfant en pierre à l’intérieur de la chapelle.